# Kloster St. Martin (Augsburg)
Das Kloster St. Martin ist ein ehemaliges Kloster der Terziarinnen der Franziskaner in Augsburg in Bayern in der Diözese Augsburg.

## Geschichte
Das Kloster wurde 1263 gegründet durch die Geschwister Noteisen; es wurde 1533 aufgelöst. Die Kirche wurde schon 1538 abgebrochen, das Kloster zunächst noch als Findelhaus und Schule genutzt. Heute ist von der früheren am Kesselmarkt gelegenen Klosteranlage nichts mehr erhalten.